# Стаматиос Папазис
Стаматиос Димитриу Папазис (на гръцки: Σταμάτιος Παπάζης του Δημητρίου) е гръцки политик от Македония, избиран многократно за депутат от Солун.

## Биография
Роден е в солунското гъркоманско село Сухо в 1898 година. Започва военна служба в 1914 година като артилерист в Драма и в 1916 година е повишен в сержант (лохиас). През Първата световна война участва в Битката при Яребична и е повишен в главен сержант (епилохиас) и след това в младши лейтенант (аниполохагос). По време на службата си се разболява тежко и е изпратен в Германия и Швейцария за лечение. След дълъг престой в чужбина, се завръща в Гърция през 1925 година, включва се в антивенизелистките сили и в 1926 година се кандидатира за област Лъгадина и е избран за депутат от Кооперативната селска партия. В 1935 година е избран от Обединените правителствени партии, а в 1946 година - от Народната партия с 8856 гласа. Избран е и в 1950 и 1951 година, когато заема мястото на Александрос Папагос. За последен път е избран в 1952 година от Гръцки сбор.
Годините, в които е член на парламента, съвпадат с тежкото време на Гражданската война, когато жителите на околните села (Стефанина, Скепасто, Лимни, Филаделфи, Аниксия и Ксиропотамос, са събрани в Сухо за защита и Папазис развива дейност по подпомагането им. Осигурява и помощи за Сухо по плана „Маршал“.
Умира от сърдечен удар в 1953 година и е погребан в Сухо в гробището „Успение Богородично“. Къщата му е дарена от наследниците на общината и в нея дълги години се помещава общината. Улицата, на която се намира къщата, носи името му. За мястото му в парламента са проведени допълнителни избори през януари 1954 година, спечелини от Михаил Маврокордатос.